# Mario Rolando Pini Stagi
Mario Rolando Pini Stagi   (Fray Bentos, 25 d'octubre de 1938 - 17 d'abril de 2021) fou un futbolista uruguaià nacionalitzat espanyol. Jugava de Defensa i el seu primer club fou el Montevideo Wanderers.

## Trajectòria
Va començar la seva carrera el 1959 jugant per al Montevideo Wanderers, on romandria fins al 1962. El 1962 va marxar a Espanya per formar part del planter del Reial Valladolid. Va jugar en l'equip val·lisoletà fins al 1964. El 1965 es va passar al RCD Mallorca. Es va mantenir fins al 1966. El 1967 va marxar al CE Sabadell. Va jugar per a aquest equip fins a l'any 1972, retirant-se definitivament.
| Club                 | País          | Año       |
| -------------------- | ------------- | --------- |
| Montevideo Wanderers | Uruguai       | 1959-1962 |
| Reial Valladolid     | Espanya       | 1962-1964 |
| RCD Mallorca         | Illes Balears | 1965-1966 |
| CE Sabadell          | Catalunya     | 1967-1972 |